# 坂本哲也
坂本 哲也（さかもと てつや、1957年 - ）は、日本の医学者・医師。専門は、救急医学・集中治療医学・脳神経外科学・災害医学・外傷学・中毒学。学位は、博士（医学）。公立昭和病院病院長、帝京大学医学部救急医学講座客員教授。

## 人物
帝京大学医学部救急医学講座の主任教授を12年間に渡って務めた。後任の主任教授は森村尚登。

## 略歴
- 1983年 - 東京大学医学部卒業[1]
- 1983年 - 東京大学医学部附属病院救急部研修医[1]
- 1985年 - 公立昭和病院救急医学科[1]
- 1994年 - 公立昭和病院救命救急センター長[1]
- 2000年 - 東京大学大学院医学系研究科救急医学助教授[1]
- 2002年 - 帝京大学医学部救急医学講座教授[1]
- 2009年 - 帝京大学医学部救急医学講座主任教授、帝京大学医学部附属病院救命救急センター長・救急科科長[1]
- 2014年 - 帝京大学医学部救急医学講座主任教授、帝京大学医学部附属病院副院長・救命救急センター長・救急科科長[1]
- 2016年 - 帝京大学医学部救急医学講座主任教授、帝京大学医学部附属病院院長・救急科科長[1]
- 2021年 - 帝京大学医学部救急医学講座教授、帝京大学医学部附属病院病院長[1]
- 2023年 - 帝京大学を定年退職
- 2023年 - 公立昭和病院病院長[2]、帝京大学医学部救急医学講座客員教授[3]